# Coïtus Int.
Coïtus Int. was een Utrechtse muziekgroep die actief was van 1978 tot 1992.
De groep bracht platen uit in eigen beheer. De debuutplaat Dead Excitement E.P. uit 1980 bevat een aantal snelle punknummers. Hoewel de groep op het hoesje vermeldde dat ze volgende keer sneller zouden spelen, was het album Coïtus Int. uit 1981 juist langzamer. Op dit album komen invloeden van Joy Division naar voren en het heeft zware en donkere baslijnen op de voorgrond. Het album Sex for the Wealthy (1985) werd in een recensie in het Amerikaanse tijdschrift Spin omschreven als no wave. Hierop gebruikt de groep voor het eerst saxofoon. Deze plaat is wat minder zwaarmoedig dan zijn voorganger. Rules For Making Love And Babies (1991) is het laatste album van de groep. In 2010 bracht het Franse label Infrastition de cd 1980-1982 uit met daarop de debuut-ep, het naar de groep genoemde album en materiaal van een splitcassette uit 1982 met de groep Local Negatives. In 2011 bracht het New Yorkse label Bunkerpop Records de ep Dead Excitement opnieuw uit op vinyl (7") met het originele hoesontwerp. Sex for the Wealthy werd in 2014 heruitgegeven door het label Desire Records. Een nummer van de band staat op het in 1996 door Epitaph uitgegeven verzamelalbum I'm Sure We're Gonna Make It.

## Bezetting
- Jos de Groot: zang
- Heino L'Ortye: basgitaar
- Marcel Uffing: gitaar
- Rob van Asperen: drums (1978-1985)
- Marius Jacobs: drums (1986-1989)
- Max van Velzen: drums (1989-1991)